# 1. Leib-Husaren-Regiment Nr. 1

1. Leib-Husaren-Regiment um 1880

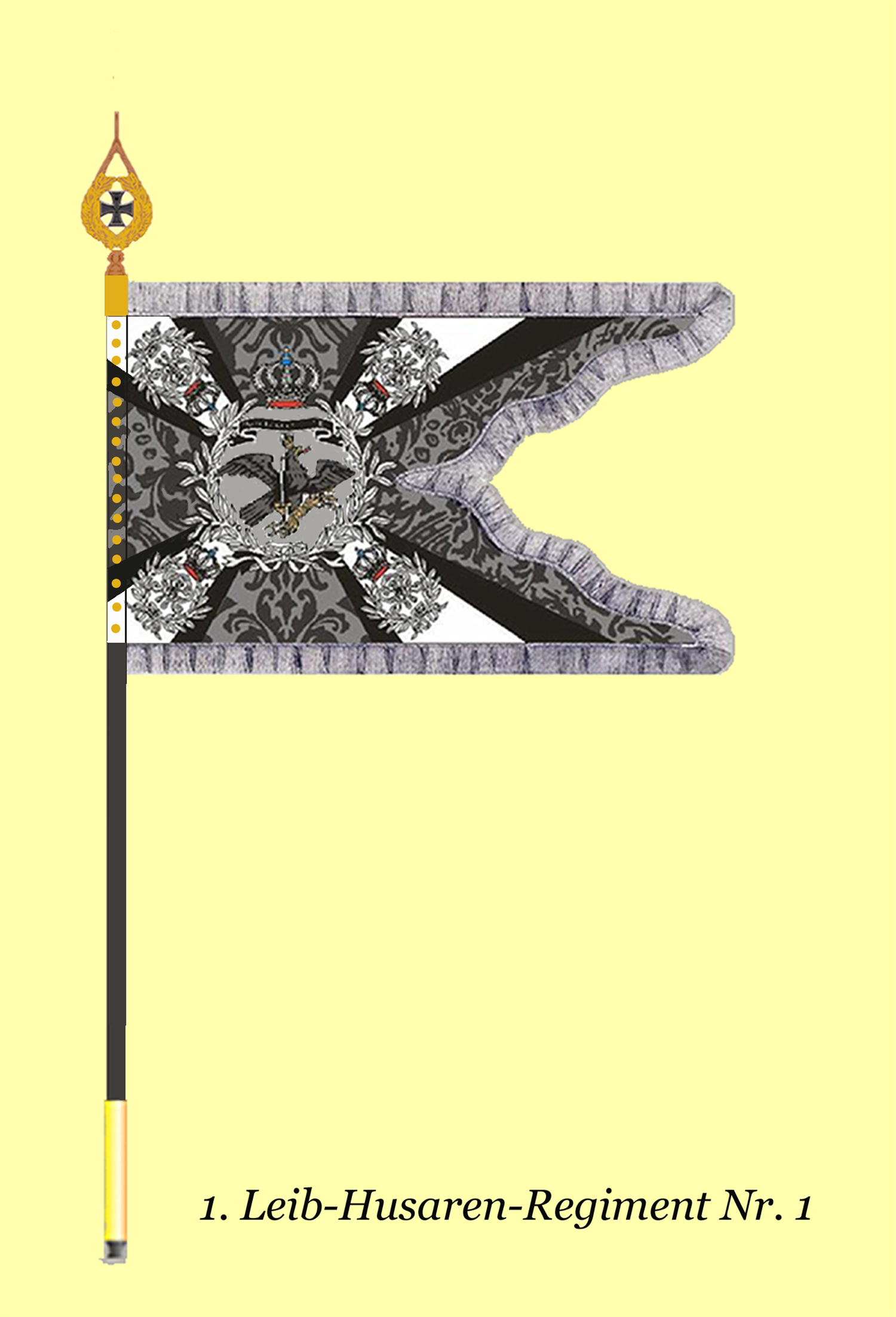
Regimentsstandarte

Das 1. Leib-Husaren-Regiment Nr. 1 war ein Kavallerieverband in der Preußischen Armee. Es hatte keinen Gardestatus.

## Verbandszugehörigkeit
XVII. Armee-Korps in Danzig – Kommandierender General: General der Kavallerie August von Mackensen
36. Division in Danzig – Kommandeur: Generalmajor Konstanz von Heineccius
Leibhusaren-Brigade in Danzig – Kommandeur: Generalmajor Eberhard von Schmettow
- Garnison: Danzig – Langfuhr

## Aufstellung

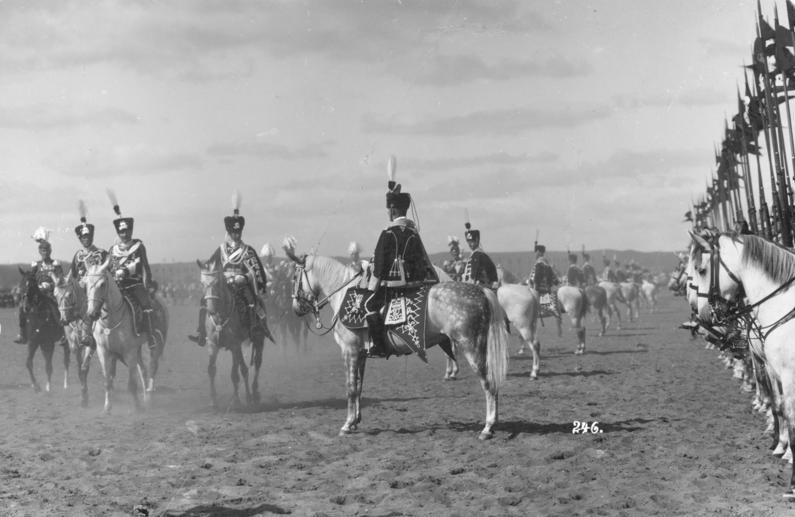
Der Kronprinz übernimmt das 1. Leib-Husaren-Regiment (Danzig, 15. September 1911)

Mit Allerhöchster Kabinetts-Order (A. K. O.) vom 9. August 1741 stiftete König Friedrich II. das fünfte Husarenregiment der Preußischen Armee, das zunächst die Bezeichnung Regiment schwartze Husaren erhielt. Als erster Chef des Regiments wurde Major von Mackroth bestimmt, dessen Namen der Verband jedoch nicht führte. Bis zum 5. September waren fünf Eskadronen aufgestellt und die Orte Goldap, Lyck, Darkehmen, Lötzen, Oletzko, Stallupönen, Schirwindt und Pillkallen als Garnisonen zugewiesen worden.
Erst mit dem zweiten Chef erhielt das Regiment, wie damals üblich, dessen Namen zur Identifizierung und hieß von da an Husarenregiment „von Ruesch“. Mit jedem Wechsel des Chefs wurde auch der Regimentsname gewechselt, so hieß der Verband:
- ab 9. Mai 1762 Husarenregiment „von Lossow“
- ab 18. Oktober 1783 Husarenregiment „von Hohenstock“
- ab 23. Mai 1788 Husarenregiment „von Göckingk“
- ab 29. Dezember 1794 Husarenregiment „von Suter“
- ab 1804 Husarenregiment „von Prittwitz“

Nach dem Frieden von Tilsit am 7. Juli 1807 waren die Prittwitz-Husaren das einzige Husarenregiment der Preußischen Armee, das noch volle Mannschaftsstärke erreichte, da es an der Schlacht bei Jena und Auerstedt am 14. Oktober 1806 nicht teilgenommen hatte.
Mit A. K. O. vom 20. Dezember 1808 wurde das Regiment geteilt und aus ihm das 1. Leib-Husaren-Regiment in Goldap und das 2. Leib-Husaren-Regiment in Preußisch Stargard gebildet. Chef der beiden, stets eng miteinander verbundenen Regimenter blieb vorläufig General von Prittwitz. Am 7. Mai 1817 bezogen die 1. Leib-Husaren die neue Garnison in Danzig und wurden am 7. Mai 1861 in 1. Leib-Husaren-Regiment Nr. 1 umbenannt.
Das 1. Leib-Husaren-Regiment war mit Schimmeln beritten.

## Feldzüge
Das Husaren-Regiment „von Ruesch“ kämpfte 1744 im Zweiten Schlesischen Krieg erfolgreich bei Smatschna und Moldauthain. Mit der von General von Zieten geführten Reiterattacke von 22 Eskadronen Husaren wurde am 23. November 1745 bei Katholisch-Hennersdorf ein sächsischer Heeresverband aufgerieben. Für die erwiesene Tapferkeit verlieh Friedrich II. den „schwartzen Husaren“ die erbeuteten Pauken, die vom Regiment bis 1918 geführt wurden.
Im Siebenjährigen Krieg (Dritter Schlesischer Krieg) attackierte das Regiment am 25. August 1758 in der Schlacht bei Zorndorf.
Im Bayerischen Erbfolgekrieg 1778/79 waren die Husaren nur im Vorposten- und Aufklärungsdienst verwendet worden.
Im Krieg gegen Napoleon 1806/07 blieb das Regiment zunächst in Polen und wurde dann an die Weichsel bis nach Thorn vorgezogen, wo es am 10. Juni 1807 in der Schlacht bei Heilsberg das französische 55. Linien-Infanterie-Regiment aufrieb und dessen Adler erbeutete. Auf dem Marktplatz von Heilsberg wurde den Prittwitzhusaren ein Denkmal errichtet.
Im Befreiungskrieg 1813/14 kämpften die Husaren in der Schlacht bei Großbeeren und in der Völkerschlacht bei Leipzig. Nach der Abdankung Napoleons zog das Regiment mit den siegreichen Truppen in Paris ein.
Während der Unruhen in Polen in den Jahren 1830, 1848 und 1863/64 stand das Regiment jeweils als Sicherung an der preußisch-russischen Grenze.
Im Krieg gegen Österreich kämpfte das Regiment in Böhmen und nahm am 3. Juli 1866 an der Schlacht bei Königgrätz teil.
Der Deutsch-Französische Krieg sah die Leibhusaren in der Schlacht bei Sedan gegen die Truppen des Kaisers Napoleon III. mit anschließender Verlegung zur Süd-Armee in die Gegend von Orléans. Am 28. Juni 1871 kehrte das Regiment in seine Heimatgarnison zurück.
Zu Beginn des Ersten Weltkrieges rückte das Regiment am 3. August 1914 mit seinem Schwesterregiment (2. Leib-Husaren-Regiment Nr. 2), mit dem es während des ganzen Krieges im Brigadeverband bleiben sollte, an die Westfront aus. Die Husaren nahmen an der Marneschlacht und den Kämpfen um Arras teil und wurden im Herbst 1914 an die Ostfront verlegt. Hier kämpften sie zunächst in Galizien und in der Schlacht bei Riga und waren an der Besetzung der Inseln Oesel und Dagö beteiligt. Zur Unterstützung des Unabhängigkeitskampfes wurde die Brigade 1917 nach Finnland geschickt. Nach dem Friedensvertrag von Brest-Litowsk mit Russland vom 3. März 1918 verblieben die Einheiten als Besatzungstruppen in den russischen Gebieten. Im Januar 1919 kehrten die Leib-Husaren nach Danzig zurück, wo im Frühjahr die Demobilisierung begann und das Regiment aufgelöst wurde. Bis Kriegsende hatte das 1. Leib-Husaren-Regiment Nr. 1 den Kavalleriestatus behalten.
Die Tradition übernahm in der Reichswehr die 1. Eskadron des 5. (Preußisches) Reiter-Regiments in Belgard.

## Kommandeure
| Dienstgrad                  | Name                                 | Datum                                                 |
| --------------------------- | ------------------------------------ | ----------------------------------------------------- |
| Oberst                      | Dietrich Bogislav von Pfuhl          | 1806                                                  |
| Oberst                      | Friedrich von Szerdahely             | 1809                                                  |
| Major/Oberstleutnant/Oberst | Wilhelm von Sandrart                 | 20. März 1812 bis 9. April 1816                       |
| Oberstleutnant              | Leopold Dallmer                      | 12. September 1816 bis 24. März 1817                  |
| Major/Oberstleutnant/Oberst | Karl von Krafft                      | 25. März 1817 bis 5. Mai 1830                         |
| Oberst                      | Karl von Canitz und Dallwitz         | 06. Mai 1830 bis 2. Februar 1833                      |
| Major/Oberstleutnant/Oberst | Gustav von Below                     | 03. Februar 1833 bis 4. Mai 1838                      |
| Oberstleutnant/Oberst       | Karl von Broesigke                   | 30. März 1839 bis 17. Juli 1843                       |
| Oberstleutnant/Oberst       | Karl von Gerhardt                    | 30. März 1844 bis 30. März 1846                       |
| Oberstleutnant              | Friedrich von Tyszka                 | 31. März 1846 bis 8. März 1848                        |
| Major                       | Bernhard Clairon d’Haussonville      | 09. März bis 6. Mai 1848 (mit der Führung beauftragt) |
| Major/Oberstleutnant/Oberst | Bernhard Clairon d’Haussonville      | 07. Mai 1848 bis 21. März 1853                        |
| Oberstleutnant/Oberst       | Ludwig von Wrangel                   | 07. April 1853 bis 19. März 1856                      |
| Oberstleutnant/Oberst       | Bernhard von Blumenthal              | 20. März 1856 bis 18. November 1859                   |
| Oberstleutnant/Oberst       | Heinrich von Eckartsberg             | 19. November 1859 bis 14. Mai 1862                    |
| Oberstleutnant              | Rudolf von Krosigk                   | 15. Mai 1862 bis 27. Juni 1864                        |
| Oberstleutnant/Oberst       | Karl von Kehler                      | 28. Juni 1864 bis 25. Juli 1867                       |
| Major/Oberstleutnant/Oberst | Leberecht von Hanstein               | 26. Juli 1867 bis 16. Februar 1874                    |
| Oberstleutnant/Oberst       | Eugen von Oetinger                   | 17. Februar 1874 bis 11. Dezember 1882                |
| Oberstleutnant/Oberst       | Fedor von Bercken                    | 12. Dezember 1882 bis 16. April 1888                  |
| Oberstleutnant/Oberst       | Theobald von Geldern-Egmond zu Arcen | 17. April 1888 bis 16. Juni 1893                      |
| Oberstleutnant/Oberst       | August Mackensen                     | 17. Juni 1893 bis 26. Januar 1898                     |
| Oberstleutnant              | Oskar von Parpart                    | 27. Januar 1898 bis 26. Januar 1900                   |
| Oberstleutnant/Oberst       | Richard von Colomb                   | 27. Januar 1900 bis 19. März 1906                     |
| Oberstleutnant/Oberst       | Willem Clifford Cocq von Breugel     | 20. März 1906 bis 14. September 1911                  |
| Oberst                      | Wilhelm von Preußen                  | 15. September 1911 bis 11. Dezember 1913              |
| Oberst                      | Georg Heinrich von Eicke             | 12. Dezember 1913 bis 29. Juni 1916                   |
| Major                       | Willi Sametzki                       | 30. Juni 1916 bis 29. Dezember 1918                   |
| Oberstleutnant              | Carl von Borcke                      | 30. Dezember 1918 bis 1919                            |

## Uniform

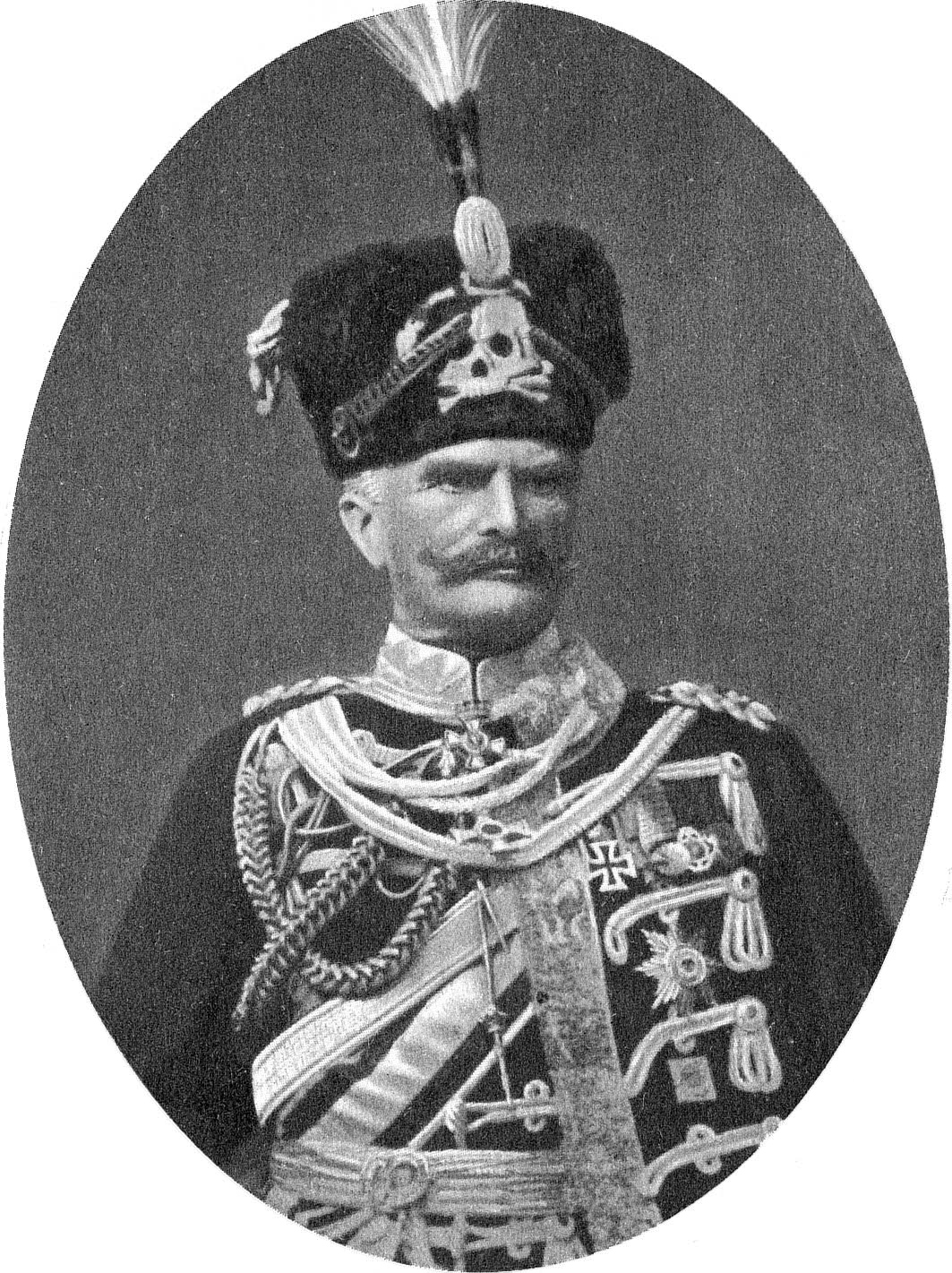
Mackensen als General der Kavallerie, in Regimentsuniform, nach 1908

### 1741 bis 1806
Dolman und Pelz des Vorgängerregiments von Ruesch waren anfangs durchgehend schwarz, Brust und Ärmelaufschläge weiß verschnürt (bei Offizieren aus Kamelgarn). Später der Dolman mit rotem Kragen und roten Ärmelaufschlägen. Dazu eine weiß-rote bzw. bei Offizieren silberne, schwarz durchzogene Schnurschärpe. Die Säbeltasche aus schwarzem, schmucklosem Glattleder, bei Offizieren aber ponceaurot, mit silberfarbenem Herrschermonogramm und silberner Randeinfassung. Auf der Flügelkappe vorn ein gestickter weißer Totenkopf auf gekreuzten Knochen. Die Schabracken mit rot gezacktem Rand.

### 1808 bis 1832
Nach der Reorganisation und Teilung 1808 behielten beide Leibhusarenregimenter die Farbgebung der bisherigen Uniformierung und Ausrüstung nahezu unverändert bei. Indes führte das 1. Regiment nun weiße Achselklappen, das 2. Regiment rote. Außerdem jetzt ein schwarzer Tschako mit neusilbernem Totenkopf und die Satteldecke aus schwarzem Schaffell, mit ungezackter ponceauroter Tucheinfassung. Das 2. Regiment erhielt per Kabinettsorder vom 1. November 1813 englische Dolmans, aus grauem Grundtuch mit roten Schnüren, die bis 1816 getragen wurden.
Seit 1815 führten beide Regimenter, statt der Achselklappen, Schulterschnüre wie die übrigen preußischen Husarenregimenter. Gleichzeitig wechselte das 2. Regiment seine Besatzfarbe von ponceaurot zu schwarz. Dies betraf den Kragen, den Besatzstreifen der 1808 eingeführten Tuchmütze, die Grundfarbe der Schnurschärpe (ab 1866 die Schärpe bei allen Husarenregimentern von weißer Grundfarbe, schwarz durchzogen) und wohl auch die Säbeltasche der Offiziere (diese aber spätestens seit 1849/50 schwarz mit silbernem Beschlag). Beim 1. Regiment bleiben die Säbeltaschen der Offiziere ponceaurot, jene der Unteroffiziere und Mannschaften schwarzledern (für letztere beiden aber seit 1899 der Säbeltaschendeckel mit rotem Tuchbezug sowie weißem Besatz und Monogram). Die Bandelier-Kartuschen bei beiden Regimentern mit einem neusilbernen Gardestern beschlagen.
Ebenfalls 1815 erfolgte in der preußischen Kavallerie die allgemeine Rückkehr zu den bis 1806 verwendeten Schabracken. Die Grundfarbe entsprach jener des Dolmans, die bei den Husaren jetzt wieder gezackte Tucheinfassung folgte der Kragenfarbe: bei den 1. Leibhusaren ponceaurot, bei den 2. Leibhusaren schwarz (vom schwarzen Grundtuch jeweils weiß abgesetzt).
1832 nahmen bei allen preußischen Husarenregimentern die Kragen und Aufschläge die Farbe des Dolmans an. Damit hatten jetzt beide Leibhusarenregimenter  schwarze Kragen und Aufschläge. Zur Unterscheidung erhielten die 2. Leibhusaren hellblaue Tschakos, wie gehabt mit Totenkopfemblem. Da durch die Augenhöhlen des Schädel das blaue Tschakotuch sichtbar war, nannte der Volksmund die 2. Leibhusaren „Blau-Augen“. Darum befahl der König, die Augenhöhlen mit schwarzem Stoff oder Leder zu unterfüttern. Die Offiziere seit 1836 silberne, statt kamelgarnene, Verschnürung. 1843 neusilberne, statt weiße Totenköpfe.

### 1843 bis 1918
1843 erhielten alle Husarenregimenter schwarze, alt-preußische Flügelmützen, mit farbigem Flügelfutter (allein das Garde- und das 3. Regiment bekamen hohe, schwarze Mützen aus Seehundspelz). Das Flügelfutter war bei den 1. Leibhusaren ponceaurot, bei den 2. Leibhusaren weiß, bei den Offizieren beider Regimenter aber silbern. Dazu wurde weiterhin der neusilberne Totenkopf getragen.
1850 wurden die schwarzen Pelzmützen für alle preußischen Husarenregimenter Vorschrift. Die Offiziersversion war jedoch aus dunkelbraunem Otternfell, seit 1912 aus hellgrauem Opossum. Die Pelzmütze ab 1865 deutlich niedriger. Der Kolpak bei den 1. Leibhusaren ponceaurot, bei den 2. Leibhusaren weiß. Seit 1860 war ein weißes Metall-Bandeau oberhalb des Totenkopfs angebracht.
1853, mit Einführung der Attila, entfiel bei allen preußischen Husaren der Pelz, mit Ausnahme der Gardehusaren. Der Pelz wurde erst Jahrzehnte später und nur bei einigen Regimentern wieder eingeführt, so 1895 bei den 1. Leibhusaren, 1896 bei den 2. Leibhusaren.
Die 1808 eingeführte Tuchmütze (Schirmmütze bzw. Krätzchen für Mannschaften) anfangs grau, seit 1822 dolmanfarben. Der Besatzstreifen in verblieb in der 1815 bestimmten Farbe des Kragens, als 1832 Kragen und Aufschläge die Dolmanfarbe annahmen. Entsprechend der Besatzstreifen bei den 1. Leibhusaren ponceaurot, bei den 2. Leibhusaren bis 1815 ebenso, dann aber schwarz (jeweils  weiß eingefasst). Seit 1843 war der Totenkopf auch an der Tuchmütze, in stark verkleinerter Form oberhalb von Landeskokarde und Besatzstreifen, angebracht; ab 1871 befand sich über dem Totenkopf die schwarz-weiß-rote Reichskokarde. Die Landeskokarde war außen weiß, innen schwarz. Mit der reichsweiten Einführung der Kavallerielanze (seit 1890 aus Stahlrohr) war deren geschweifte Flagge zunächst, wie bei allen preußischen Kavallerieregimentern, weiß über schwarz; Unteroffiziere trugen stattdessen Preußenadler mit Reichsinsignien auf weißem Grund. Seit 1892 war stattdessen aber, einheitlich für Unteroffiziere und Mannschaften, ein weiß-tuchener Totenkopf mit gekreuzten Knochen, aufgenäht auf schwarzem Grund (das 2. Regiment seit 1894 desgleichen, in gewechselten Farben) vorgeschrieben.
Bereits mit A. K. O. vom 14. Februar 1907 befohlen und ab 1909/10 schrittweise eingeführt, wurde anlässlich des Kaisermanövers 1913 die bunte Uniform erstmals durch die feldgraue Felddienstuniform (M 1910) ersetzt. Schnitt und Ausstattung entsprachen der Friedensuniform, die Verschnürungen waren jedoch in grau gehalten. Das Lederzeug und die Stiefel waren naturbraun, die Pelzmütze wurde durch einen schilffarbig genannten Stoffüberzug bedeckt. Das Bandelier und die Kartusche wurden zu dieser Uniform nicht mehr angelegt.

### Gründungslegende
Zum Ursprung der schwarzen Farbgebung der Uniform fehlen gesicherten Angaben, doch sind zwei Erklärungsvarianten überliefert:
a) Es soll für die Uniformierung des neuen Regiments der schwarze Stoff verwendet worden sein, mit dem man 1740 anlässlich der Trauerfeierlichkeiten für König Friedrich Wilhelm I. das Potsdamer Schloss ausgekleidet hatte.
b) Die Mönche des Klosters Leubus hatten 1740 mit den Österreichern paktiert und sollten bestraft werden, indem sie die Kosten zur Errichtung des Regiments als Strafgelder und deren Ausstattung mit Waren des Klosters übernehmen mussten. Im Kloster wurden vorwiegend schwarze Stoffe mit weißen Totenköpfen zur Verwendung als Bahrtücher hergestellt.
Da Preußen bei der Erstellung neuer Truppenkörper oftmals improvisiert hat, sind beide Variationen nicht gänzlich unmöglich, letztere scheint jedoch der Wahrheit näher zu kommen.
Jedoch ist auch bekannt, dass Dolman und Pelz des Vorgängerregiments von Ruesch anfangs ebenfalls durchgehend schwarz waren, und dass Friedrich II Oberst von Massow 1740 beauftragte für das 5. Regiment Flügelmützen nach einem Modell anzufertigen, das von einem österreichischen Panduren stammte. Der zu Rate gezogene Berliner Hutmacher war neugierig genug, den langen Flügel abzuwickeln und entdeckte dort auf dem Korpus einen aufgemalten Totenkopf, der bis dahin versteckt war. Als man dies Friedrich mitteilte beschloss er, dieses Emblem offen (für alle Welt sichtbar) zu übernehmen. Die ersten bekannten militärischen Einheiten, die offen ein Totenkopfmotiv verwendeten, waren die preußischen Husarenregimenter 1. Leib-Husaren-Regiment Nr. 1 und 2. Leib-Husaren-Regiment Nr. 2, die beide am 9. August 1741 aufgestellt wurden.

## Totenkopfhusaren
Wegen des an den Pelz- und Tuchmützen getragenen Totenkopfes war Totenkopfhusaren eine populäre Bezeichnung des 1. und 2. Leibhusarenregiments, in Danzig (Langfuhr). Nachdem 1883 auch das Braunschweigische Husaren-Regiment Nr. 17 die Erlaubnis zur „Wiederanbringung“ des Totenkopfsymbols, in Erinnerung an die Schwarze Schar, erhalten hatte, ging die Bezeichnung auch auf jene über. Das Totenkopfsymbol signalisierte seit dem 18. Jahrhundert, dass sie weder Pardon nehmen noch geben würden.
Der preußische Totenkopf unterschied sich in mehreren Punkten von seinem Braunschweiger Gegenstück. Auffällig war vor allem, dass der preußische Schädel im Halbprofil dargestellt war und nach heraldisch rechts blickte, während der Braunschweiger Schädel eine Frontalansicht zeigte.
Die Totenkopfhusaren waren nicht zu verwechseln mit den Der ganze Tod genannten Belling’schen Husaren. Diese führten auf der Flügelkappe ein vollständiges Skelett, das auf dem Schriftzug vincere, aut mori („siegen oder sterben“) hockte.